# Estação Esposade

A Estação Esposade é parte do Metro do Porto, e localiza-se na zona do Grande Porto. Esta estação serve duas linhas, a Linha B ou Linha Vermelha que liga a Póvoa de Varzim ao Estádio do Dragão e a Linha E ou Linha Violeta que liga o Aeroporto à Trindade.